# Семёнова, Ксения Андреевна
Ксе́ния Андре́евна Семёнова (род. 20 октября 1992, Новомосковск, Россия) — российская спортивная гимнастка, чемпионка мира в упражнениях на брусьях (2007) и командном первенстве (2010), чемпионка Европы в упражнениях на бревне (2008), брусьях (2008), многоборье (2009) и командном первенстве (2010). Представляла спортивный клуб ЦСКА. Действующая судья всероссийской категории.

## Биография
Родилась 20 октября 1992 года в Новомосковске в семье спортивной гимнастки. Начала заниматься гимнастикой с ранних лет.
Официальная карьера гимнастки началась в 2000 году. Попасть на соревнования было для начинающей гимнастки очень важно и в то же время крайне сложно: для участия в соревнованиях необходимо было около 5 000 рублей, которые родители Ксении при зарплате в 800 рублей не могли себе позволить. Финансовую помощь гимнастке оказали спонсоры.
Первым тренером Ксении была её мать — Елена Викторовна Первова, бывшая спортсменка. В дальнейшем наставником Семёновой стала тренер новомосковского ДЮСШ Надежда Сергеевна Набокова, победившая в номинации «Лучший молодой тренер» в конкурсе «Лучший тренер страны» (2008). Затем спортсменкой заинтересовалась заслуженный тренер РФ Марина Назарова, которая пригласила Семёнову тренироваться в Тульский центр подготовки спортсменов. Более трёх лет Семёнова тренировалась на спортивной базе «Озеро Круглое» (Дмитровский район Московской области). Из-за интенсивных тренировок Ксения не посещала обычную школу, обучение проходило на территории пансионата, куда преподаватели приезжали для проведения занятий и приёма зачётов.
В 2005 году на тренировке получила тяжёлую травму спины, из-за которой пришлось заниматься только на брусьях. Несмотря на постоянные боли, продолжила тренировки и выступления.
В 2007 году Семёнова принесла единственное золото в копилку сборной России на чемпионате мира в Штутгарте.
В 2008 году Семёнова представляла Россию на летних Олимпийских играх и заняла четвёртое место в командном первенстве. Российская команда считалась одной из сильнейших команд (наряду с Китаем, США и Румынией), однако не смогла завоевать медаль в Пекине, уступив Румынии, занявшей третье место. Семёнова вышла в финал на разновысоких брусьях со вторым результатом, но в итоге стала только шестой, хотя считалась одной из основных фавориток, как действующая чемпионка мира на этом снаряде.
Ксения Семёнова считается первой гимнасткой среди женщин, выполнившей на разновысоких брусьях в комбинации перелёт Ткачёва с большим оборотом назад. Эта связка обычно выполняется мужчинами на перекладине. Но на разновысоких брусьях её выполнение значительно усложняется.

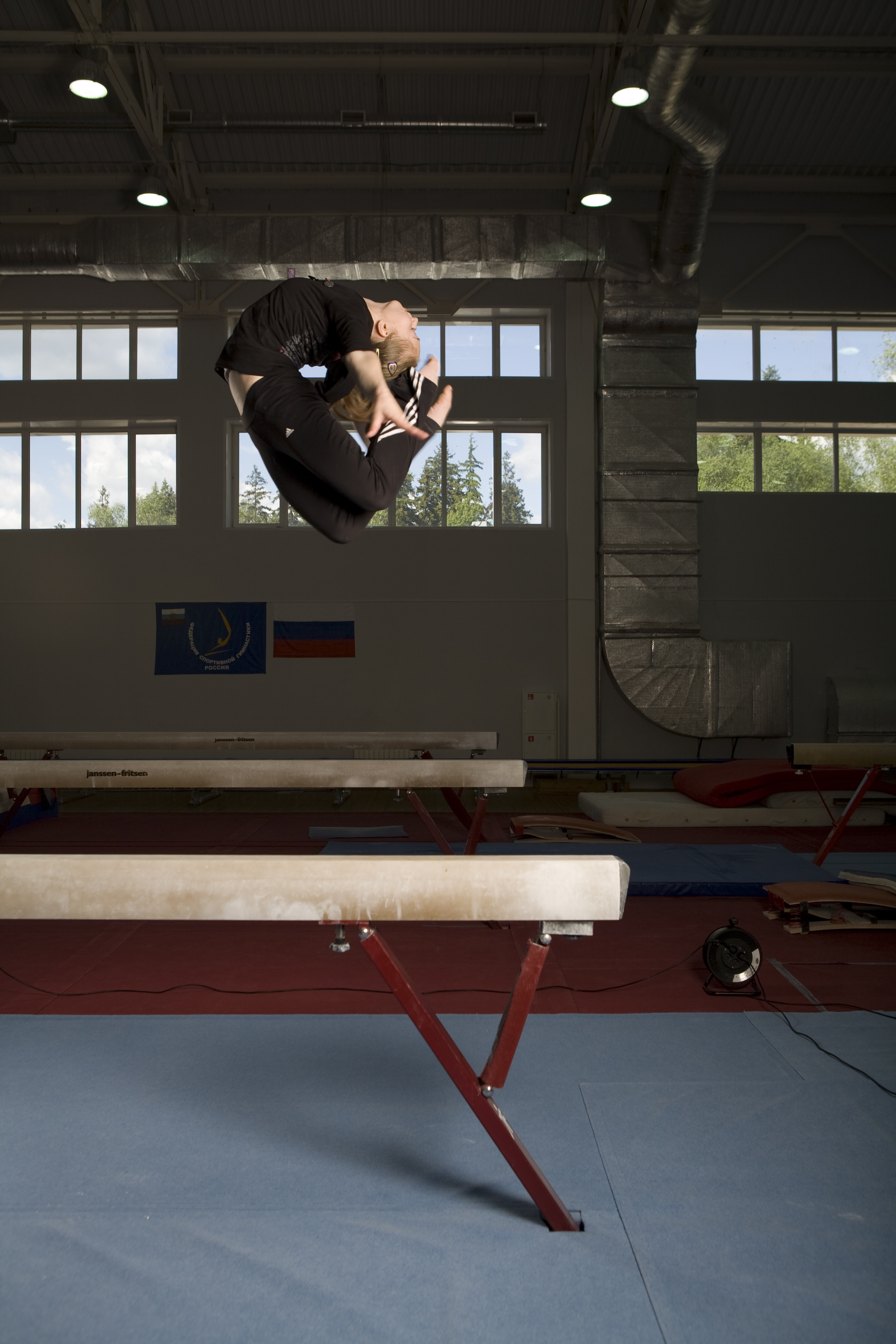
На тренировке (2009)

В 2009 году Семёнова заняла первое место в многоборье на чемпионате Европы в Милане, а также стала серебряным призёром на брусьях и бронзовым — в вольных упражнениях. Таким образом, в копилку сборной России она принесла три из пяти наград. При этом на тренировке упала с бревна и получила осколочный перелом.
Из-за травмы Семёнова пропустила Кубок России 2009 года, проходивший в Пензе, но выступила на чемпионате мира в Лондоне, где в многоборье стала 13-й.
На чемпионате Европы 2010 года в Бирмингеме вместе с подругами по команде (Алиёй Мустафиной, Анной Мыздриковой, Екатериной Курбатовой, Татьяной Набиевой) стала Чемпионкой Европы в командных соревнованиях. Завоевавшие серебро британки уступили россиянкам 1,425 балла.
В 2010 году Семёнова принимала участие в чемпионате мира в Роттердаме, где стала чемпионкой мира в командных соревнованиях.
С 2011 года не выступала из-за травмы, полученной в 2005 году. Но продолжала тренироваться и планировала восстановиться. Помогала тренеру Марине Назаровой.

## Семья, личная жизнь, взгляды
Мать — Елена Викторовна Первова, бывшая спортсменка, первый тренер Ксении. Отец — Виктор Александрович Первов.
По словам Ксении, в свободное от тренировок время она любит проводить время с друзьями, ходить по магазинам и в кино. Её любимая книга — «Гарри Поттер». Ксению всегда отличала страсть к технике, увлекается компьютерными играми, ей также нравится общаться в Интернете. 29 сентября 2016 года вышла замуж за гимнаста, олимпийского призёра Дениса Аблязина. 21 января 2017 года у них родился сын Ярослав. В 2018 пара рассталась.
Ксения Семёнова высоко оценивает технику выступления гимнастки Светланы Хоркиной на брусьях, а также её внешность и характер. Светлана Хоркина с самого детства была у Ксении объектом для подражания. Как и у Светланы, любимым снарядом у Ксении являются разновысокие брусья.
Кроме спортивной гимнастики, Ксения Семёнова любит смотреть футбол и художественную гимнастику, болела за российскую сборную по футболу. Из зимних видов спорта очень любит смотреть фигурное катание, особенно нравятся выступления Евгения Плющенко.